# Incredulità di san Tommaso (Guercino)
L'Incredulità di san Tommaso è un dipinto a olio si tela (120x143 cm) di Giovanni Francesco Barbieri, detto Guercino, databile al 1621 circa e conservato nella Pinacoteca Vaticana (Città del Vaticano).

## Storia
Carlo Cesare Malvasia cita "Un S. Tomaso, che tocca la piaga a Christo al Sig. Bartolomeo Fabri". Fabri era colui che aveva dato due stanze al Guercino per la sua accademia di Nudo, fondata a Cento nel 1616. Il tema dell'incredulità di san Tommaso era stato molto comune nella pittura rinascimentale e barocca. Anche questo quadro fu replicato più volte da Guercino stesso e dalla sua bottega. Ma i primi dubbi sulla corrispondenza della versione pontificia e quella citata da Malvasia sorsero già con Gaetano Atti, che lo riteneva una replica dello stesso soggetto ora alla National Gallery di Londra.